# Maxime Bernier
Maxime Bernier (Saint-Georges, 18 de enero de 1963) es un político canadiense que se ha desempeñado como miembro del Parlamento de Canadá hasta 2019 tras perder en las elecciones federales y fue Ministro de Asuntos Exteriores de Canadá, hasta su dimisión al cargo por un escándalo en mayo de 2008. Hombre de negocios y abogado, fue elegido para la Cámara de los Comunes de Canadá en las elecciones federales de enero de 2006.
Tiene un título de bachiller en Comercio de la Universidad de Quebec en Montreal, es abogado de la Universidad de Ottawa y fue vicepresidente del Instituto de Economía de Montreal.